# Bosques secos de América Central
Los bosques secos de América Central forman una ecorregión terrestre según la definición del Fondo Mundial para la Naturaleza. Esta ecorregión pertenece al bioma de los bosques secos latifoliados tropicales y subtropicales de la ecozona Neotropical. Cubre un área total de aproximadamente 68.100 km² conformado de parches de bosques dispersos que se extienden desde el sur de Chiapas en México, a Guatemala, El Salvador, Honduras, Nicaragua, hasta el noroeste de Costa Rica.